# لوكاس لافالي
لوكا لافالي (بالفرنسية: Lucas Lavallée؛ مواليد 18 فبراير 2003) هو لاعب كرة قدم فرنسي يلعب كحارس مرمى في نادي نادي دونكيرك في الدوري الفرنسي الدرجة الثانية على سبيل الاعارة من باريس سان جيرمان من الدوري الفرنسي.

## النشأة
ولد نواه ليمينا في 17 يونيو 2005 في ليبرفيل عاصمة الغابون. لديه أخ أكبر، ماريو ليمينا، الذي يلعب أيضًا في نادي وولفرهامبتون واندررز ومنتخب الغابون لكرة القدم.

## مسيرته الدولية
لعب لافالي مع منتخبي فرنسا تحت 16 سنة لكرة القدم وفرنسا تحت 17 سنة لكرة القدم. في 10 مايو 2023، تم استدعاء لافالي إلى منتخب فرنسا تحت 20 سنة لكرة القدم للمشاركة في كأس العالم تحت 20 سنة لكرة القدم 2023.

## روابط خارجية
- لوكاس لافالي على موقع الاتحاد الأوربي (الإنجليزية)
- لوكاس لافالي على موقع قاعدة بيانات كرة القدم.إي يو (الإنجليزية)